# Xysticus atevs
Xysticus atevs là một loài nhện trong họ Thomisidae.
Loài này thuộc chi Xysticus. Xysticus atevs được Vladimir I. Ovtsharenko miêu tả năm 1979.